# Carles (Iloilo)
Pour les articles homonymes, voir Carles.
Carles est une municipalité de la province d'Iloilo, aux Philippines.
La municipalité est constituée d'une partie de l'île de Panay, des îles Binuluangan, Calagnan, Sicogon, South Gigante Island, North Gigante Island et Naborot et de nombreux îlots.
Il y avait 57 673 habitants en 2007.

## Barangays
Les 33 barangays sont :
- Abong
- Alipata
- Asluman
- Bancal
- Barangcalan
- Barosbos
- Punta Batuanan
- Binuluangan
- Bito-on
- Bolo
- Buaya
- Buenavista
- Isla De Cana
- Cabilao Grande
- Cabilao Pequeño
- Cabuguana
- Cawayan
- Dayhagan
- Gabi
- Granada
- Guinticgan
- Lantangan
- Manlot
- Nalumsan
- Pantalan
- Poblacion (Carles)
- Punta
- San Fernando
- Tabugon
- Talingting
- Tarong
- Tinigban
- Tupaz